# 진보인민연합
진보인민연합(進步人民聯合, 아랍어: التجمع الشعبي من أجل التقدم, 프랑스어: Rassemblement populaire pour le Progrès)는 지부티의 정당이다. 1979년 하산 굴레드 압티돈에 의해 창당되었다. 이스마일 오마르 겔레 현 대통령이 대표를 맡고 있다.

## 같이 보기
- 압둘카데르 카밀 모하메드
- 우구레 키플레 아메드
- 딜레이타 모하메드 딜레이타